# Людвиг Вюртембергский
Людвиг Фридрих Александр Вюртембергский (нем. Ludwig (Louis) Friedrich Alexander von Württemberg; 30 августа 1756 — 20 сентября 1817) — вюртембергский принц, второй сын герцога Фридриха Евгения Вюртембергского, брат императрицы Марии Фёдоровны, прусский генерал-фельдмаршал (22 марта 1800).

## Биография
Поступил на прусскую военную службу в 1775 году в чине подполковника, участвовал в войне за Баварское наследство, с 1779 года — полковник, с 1782 года — генерал-майор.
В 1784 году женился на Марии Чарторыйской (дочери князя Адама Казимира Чарторыйского), стал кавалером ордена Белого орла. В 1790 году перешел на службу к польскому королю и Великому князю Литовскому и назначен главнокомандующим великолитовской армией, получил чин генерал-лейтенанта и должность губернатора Варшавы (одновременно от прусского короля также получил чин генерал-лейтенанта). В войне против России 1792 года вёл себя пассивно, сказался больным, отказался сражаться против российских войск и покинул армию (в 1793 году его жена подала на развод и ушла в монастырь).
По возвращении на прусскую военную службу принял участие в антифранцузской кампании, в 1796 году назначен губернатором Ансбаха и Байрейта, в 1798 году получил звание генерал от кавалерии, 22 марта 1800 года вышел в отставку в чине прусского генерал-фельдмаршала.
Благодаря своей сестре Марии Фёдоровне, супруге российского императора Павла I (правил в 1796—1801) и матери императора Александра I, поступил на русскую службу и некоторое время был губернатором Риги. В 1807 году вернулся в Вюртемберг, назначен командующим гвардией и войсками в Вюртемберге.

## Дети
От первого брака (1784—1793) с Марией Чарторыйской:
- Адам (16 января 1792—27 июля 1847)

В Январе 1797 году женился вторично на принцессе Генриетте Нассау-Вейльбургской; одна внучка принца по материнской линии — Александра Иосифовна, правнучка — Мария Текская, супруга британского короля Георга V.
Дети от второго брака с Генриеттой Нассау-Вейльбургской:
- Мария Доротея (1797—1855), супруга с 1819 года эрцгерцога Иосифа (1776—1847)
- Амалия Тереза (1799—1848), супруга с 1817 года Иосифа, герцога Саксен-Альтенбургского (1789—1868)
- Паулина Тереза (1800—1873), супруга с 1820 года своего кузена Вильгельма Вюртембергского (1781—1864)
- Елизавета Александрина (1802—1864), супруга с 1830 года принца Вильгельма Баденского (1792—1859)
- Александр (1804—1885), основатель линии герцогов Текских.